# Parodia procera
Parodia procera ist eine Pflanzenart aus der Gattung Parodia in der Familie der Kakteengewächse (Cactaceae). Das Artepitheton procera stammt aus dem Lateinischen, bedeutet ‚schlank‘ und verweist auf die Wuchsform der Art.

## Beschreibung
Parodia procera wächst meist einzeln oder bildet gelegentlich Gruppen. Die kugelförmigen bis kurz zylindrischen Triebe erreichen Wuchshöhen von bis zu 50 Zentimeter und Durchmesser von 3 bis 5 Zentimeter. Der Triebscheitel ist weiß bewollt. Es sind zehn bis 13 Rippen vorhanden. Die vier über Kreuz stehenden Mitteldornen sind bräunlich und weisen eine Länge von 1,5 bis 2 Zentimeter auf. Der untere Mitteldorn ist manchmal gehakt. Die sieben bis neun haarartigen, weißen Randdornen besitzen eine dunklere Spitze und sind 0,7 bis 1,5 Zentimeter lang.
Die zitronengelben Blüten erreichen Längen von bis zu 3 Zentimeter. Ihr Perikarpell und die Blütenröhre sind am unteren Ende mit weißen Haaren bedeckt. Die Blütenröhre ist im oberen Teil außerdem mit braunen Haaren und Borsten besetzt. Die Narben sind hellgelb. Die roten länglichen Früchte sind 5 bis 8 Millimeter lang und mit auffallend langer weißer Wolle besetzt. Die Früchte enthalten schwarze Samen von etwa 0,5 Millimeter Länge, die wenig glänzen und fein gehöckert sind.

## Verbreitung, Systematik und Gefährdung
Parodia procera ist in den bolivianischen Departamentos Chuquisaca und Tarija in Höhenlagen von 600 bis 2500 Metern verbreitet.
Die Erstbeschreibung durch Friedrich Ritter wurde 1964 veröffentlicht. Ein nomenklatorisches Synonym ist Bolivicactus procerus (F.Ritter) Doweld (2000).
In der Roten Liste gefährdeter Arten der IUCN wird die Art als „Data Deficient (DD)“, d. h. mit keinen ausreichenden Daten geführt.

## Nachweise